# 골프 (1984년 비디오 게임)
골프(Golf, 일본어: ゴルフ)는 닌텐도가 1984년 패밀리 컴퓨터용으로 일본에서 개발하고 출시한 골프 기반 스포츠 시뮬레이션 비디오 게임이다. 나중에 같은 해에 닌텐도 VS. 시스템에 VS. 골프(VS. Golf)라는 이름으로 이식되었으며 국제적으로는 스트로크 앤 매치 골프(Stroke and Match Golf)라는 이름으로 아케이드로 출시되었고 이후 VS. 레이디스 골프(VS. Ladies Golf)라는 이름의 다른 아케이드 버전이 출시되었다. 오리지널 버전은 북아메리카에서 1985년 패밀리 컴퓨터용으로 재출시되었고 1986년 일본에서 패밀리 컴퓨터 디스크 시스템용으로 재출시되었다.

## 평가
| 평가                                                                      |               |
| ------------------------------------------------------------------------- | ------------- |
| 평론 점수 평론사 점수 올게임 GB: [ 3 ] Computer Gamer ARC: Positive [ 1 ] |               |
| 평론 점수                                                                 |               |
| 평론사                                                                    | 점수          |
| 올게임                                                                    | GB:           |
| Computer Gamer                                                            | ARC: Positive |